# Aeropuerto Internacional de Birmingham-Shuttlesworth
El Aeropuerto Internacional de Birmingham-Shuttlesworth (del inglés: Birmingham-Shuttlesworth International Airport) (IATA: BHM, OACI: KBHM, FAA LID: BHM) anteriormente conocido como el Aeropuerto Municipal de Birmingham,  y después como el Aeropuerto Internacional de Birmingham, es un aeropuerto civil-militar que sirve a Birmingham, Alabama. El aeropuerto también ofrece servicios de aerolíneas regulares para las áreas metropolitanas de Birmingham y Tuscaloosa. Está ubicado en el condado de Jefferson, a cinco millas al noreste del centro de Birmingham, cerca del cruce de las carreteras interestatales 20 y 59.
BHM atendió a 3,056,215 pasajeros en 2023 y es el aeropuerto más grande y concurrido del estado de Alabama por volumen de pasajeros. El aeródromo puede manejar todo tipo de aeronaves. La pista principal tiene 3,660 m (12,007 pies) de largo. La pista secundaria tiene 2,164 m (7,099 pies) de largo. Un ILS de categoría II permite operaciones con una visibilidad de hasta un cuarto de milla. El aeropuerto fue rebautizado en julio de 2008 en honor al reverendo Fred Shuttlesworth, presidente fundador del Movimiento Cristiano de Alabama por los Derechos Humanos y líder de la campaña de Birmingham durante el movimiento por los derechos civiles.
El aeropuerto tiene la designación de aeropuerto internacional y cuenta con una Oficina de Aduanas y Protección Fronteriza de Estados Unidos con personal en el lugar. En el pasado, se han programado vuelos internacionales estacionales a las Bahamas, Canadá y México, pero a partir de marzo de 2020, no hay vuelos internacionales programados. Sin embargo, el operador de ambulancias aéreas AirMed International opera regularmente desde y hacia destinos en todo el mundo; los aviones corporativos también parten y llegan rutinariamente de destinos extranjeros. El Museo del Vuelo del Sur actualmente opera en la propiedad de la Autoridad Aeroportuaria, al lado este de la pista norte-sur. Hay planes para que se reubique en un nuevo sitio cerca del Barber Motorsports Park.

## Historia
El 31 de mayo de 1931, el aeropuerto de Birmingham fue abierto con gran pompa, se efectuó la mayor ceremonia y demostración acrobática en el aire realizada nunca en la ciudad. Centenares de visitantes acudieron para asistir a la inauguración del aeropuerto con el vuelo inaugural de pasajeros de American Airways que realizaba una escala dentro de su ruta entre Atlanta y Fort Worth.
Cincuenta y cinco años y varias reformas más adelante, sin ceremonia y solamente una reseña pública, la autoridad del aeropuerto de Birmingham fue traspasada al consejo de ciudad de Birmingham. Este acontecimiento acontecido en junio de 1986 demostraría ser un preludio del crecimiento continuado y a la revitalización significativa del aeropuerto comercial más grande de Alabama. El actual edificio terminal fue terminado en 1972. Tiene 20 puertas para las líneas aéreas y niveles separados para la llegada y la salida.
A la hora de la creación de la autoridad del aeropuerto, el aeropuerto de Birmingham ofreció solamente 38 salidas diarias. En diciembre de 1987, 43 ciudades se podrían alcanzar por servicio directo o con escalas desde el aeropuerto a partir de la una de ocho líneas aéreas (American Airlines, Eastern, Piedmont, Northwest, USAir, Delta, Southwest y United Airlines). Antes de octubre de 1988, el aeropuerto de Birmingham ofrecía 65 salidas diarias y transportó a 1.9 millones de pasajeros.

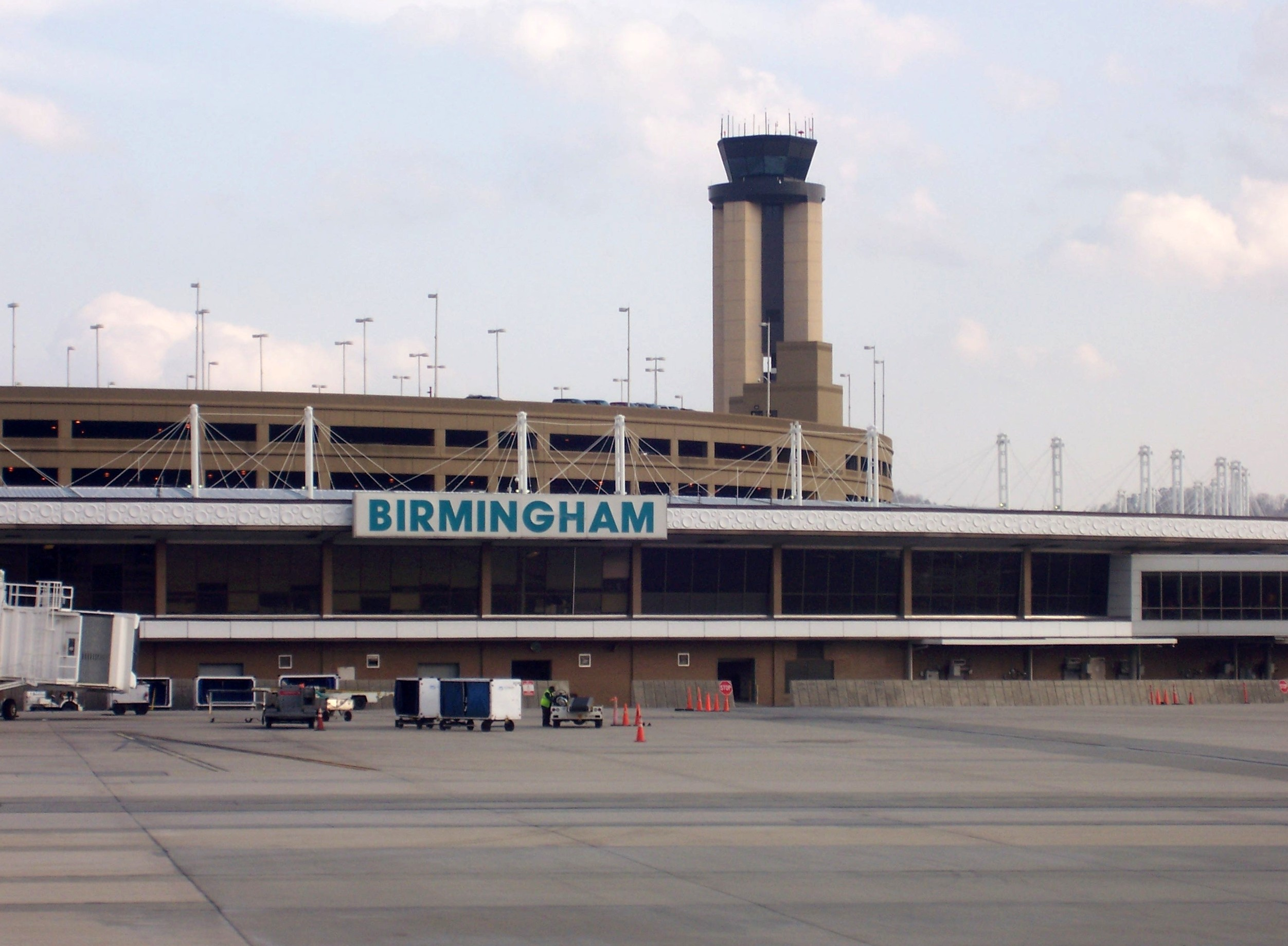

En 1993, cuando se concluyó la renovación de la terminal con un coste de $50.4 millones, el aeropuerto comenzó a ofrecer 77 salidas diarias, transportando a casi 2.1 millones de pasajeros al año. El servicio directo fue ampliado con nuevos destinos a ciudades en México y Canadá y el 20 de octubre de 1993 el aeropuerto pasó a denominarse oficialmente como aeropuerto internacional de Birmingham.
El aeropuerto de Birmingham enarboló en 2000 con 3.067.777 pasajeros transportados y 81 salidas diarias directas a 28 ciudades y con escalas a otras 48 ciudades. La primera mitad de 2001 fijaba un aumento de las operaciones, pero este aumento se vio frustrado por los ataques terroristas del once de septiembre en Estados Unidos lo que hizo que el crecimiento se resintiera. En el clima vivido dentro de la aviación tras los atentados terroristas el aeropuerto de BHM tuvo un movimiento de 2.8 millones de pasajeros. Sin embargo, en 2005, el número de pasajeros subió de nuevo por encima de los 3 millones, marca que implica que el aeropuerto crece en importancia tanto regional como nacional del pasajero del aire. En 2006, el aeropuerto internacional de Birmingham celebró sus setenta y cinco años de vida.

## Expansión
Hay actualmente varios proyectos de mejora del aeropuerto en curso, incluyendo la extensión de la pista de aterrizaje de 608 metros (2000 pies) al cauce 6-24. Cuando se termine la extensión, el cauce 6/24 será de 3648 metros (12.000 pies) de longitud. La extensión proporcionaría bastante longitud de pista para que un Boeing 747 completamente cargado y aprovisionado de combustible aterrice o despegue desde el aeropuerto sin ningún tipo de problema.
Otros proyectos en curso incluyen la ampliación del área de carga de (inversión de $20 millones) así como volver a asfaltar la zona de entrada. En el 2006, la dirección del aeropuerto ha anunciado la extensión de la terminal que incluye la adición de otro concourse y de una nueva área de seguridad para el escaneado de maletas. El coste estimado de la extensión terminal es $161 millones.

## Uso militar
El campo de aviación es capaz de manejar todos los tipos de avión. La pista principal tiene 10 000 pies de largo. La pista secundaria tiene 7100 pies de largo. Un sistema del aterrizaje automático de la categoría II permite operaciones en visibilidad tan bajo como un cuarto de milla.
La guardia aérea nacional de Estados Unidos tiene una base que incluye una unidad de aviones de carga de combustible del tipo KC-135R. En el pasado, la unidad de la guardia nacional aérea tenía también un avión de reconocimiento. Hay también una facilidad de la ayuda de la aviación para el protector nacional del ejército.
Un avión modificado de la Segunda Guerra Mundial que es usado por Pemco Aeroplex tiene su sede en el aeropuerto amén de otras pequeñas compañías de avionetas así como hangares de diferentes corporaciones.

## Referencias culturales

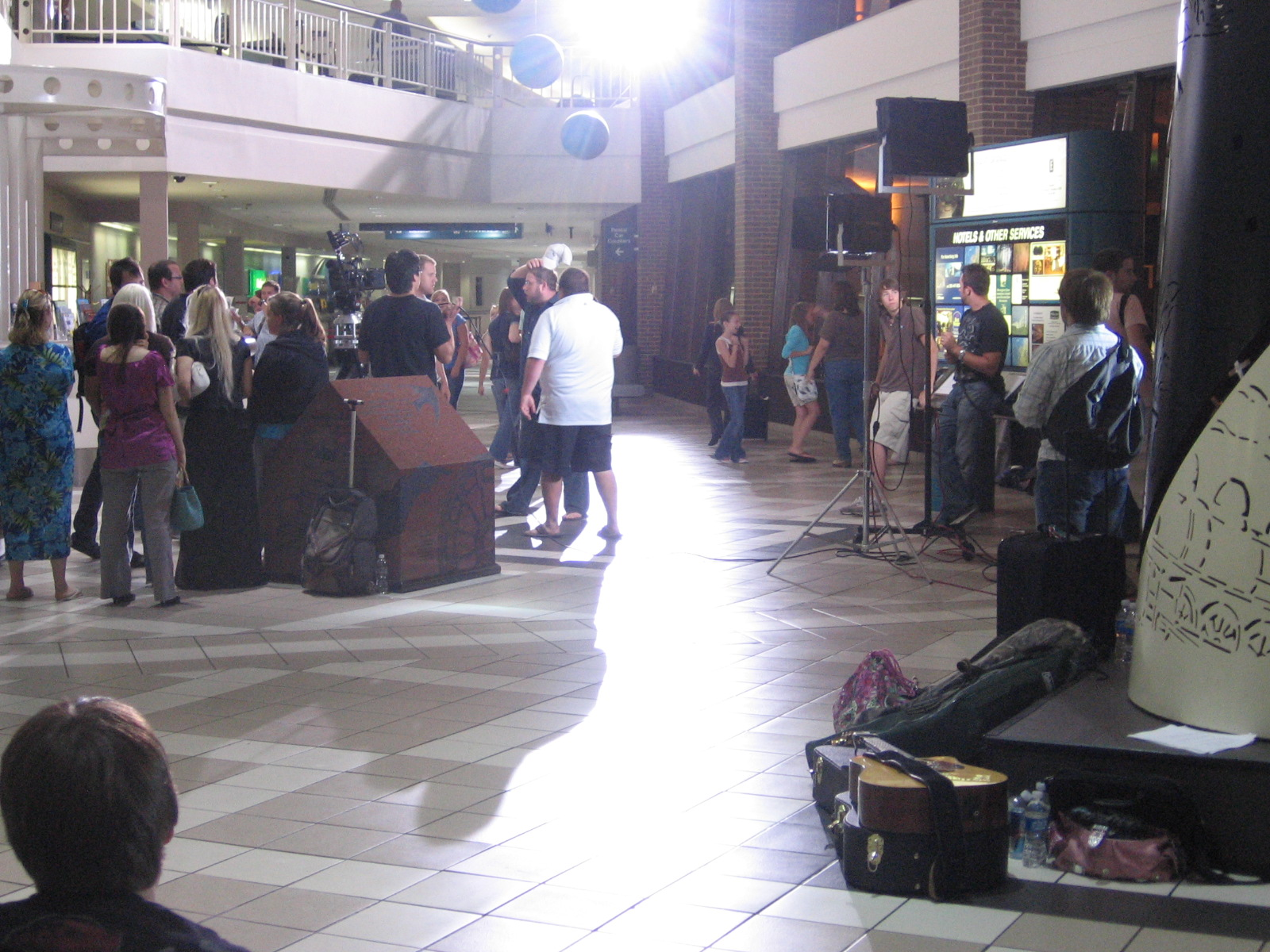
Rodaje del video musical de Brandon Heath, “Give Me Your Eyes” en el área de reclamo de equipaje del Aeropuerto Internacional Birmingham-Shuttlesworth.